# Ernst Anrich
Ernst Anrich, född 9 augusti 1906, död 21 oktober 2001, var en tysk historiker.

## Biografi
Anrich blev professor i Hamburg 1940. Hans huvudområde var den moderna imperialismens historia. I sitt huvudarbete Die Englishe politik im Juli 1914 (1934) härledde han 1:a världskrigets ursprung ur stormakternas olika maktintressen, och finner den tyska förkrigspolitikens grundfel i förkastandet av de engelska förbundanbuden och erkänner Edward Greys insatser för att bevara freden. Bland Anrichs övriga arbeten märks Die jugoslawische Frage und die Julikrise 1914 (1931), Europas Diplomatie am Vorabend des Weltkrieges (1937) och Deutsche Geschichte 1918-39 (1940). Det sistnämnda verket är trots sin hyllning av nationalsocialisternas insatser belysande för Tredje rikets förhistoria.